# Saussurembia ruficollis
Saussurembia ruficollis is een insectensoort uit de familie Anisembiidae, die tot de orde webspinners (Embioptera) behoort. De soort komt voor in Costa Rica en Panama.
Saussurembia ruficollis is voor het eerst wetenschappelijk beschreven door Saussure in 1896.